# Euphyia pipiata
Euphyia pipiata là một loài bướm đêm trong họ Geometridae.